# Mpingo
Mpingo, também conhecido como pau-preto (Dalbergia melanoxylon) é uma angiosperma da família Fabaceae, nativa de regiões sazonalmente secas da África, como Senegal, leste da Eritreia e sul do Transvaal, na África do Sul.
É uma pequena árvore, alcançando de 4 a 15m de altura, de casca cinza e espinhosa. As folhas são caducifólias, com 6 a 22 cm de comprimento. As flores são brancas, geradas em densos tuchos. O fruto é um leguminoso com 3 a 7 cm de comprimento, contendo uma ou duas sementes.

## Usos
A densa e lustrosa madeira varia do avermelhado ao preto intenso. Geralmente é cortada em pequenas toras, deixando-se os ramos para que a madeira seque de forma lenta e gradual, evitando eventuais rachaduras. Os exemplares de melhor qualidade atingem altos valores no mercado madeireiro. As qualidades tonais do jacarandá-africano são particularmente apreciadas na luteria de instrumentos-de-sopro, principalmente clarinetes, oboés e gaitas-de-fole britânicas. É dito que a madeira era utilizada como lastro nos porões dos navios, e um artesão inglês resolveu experimentar um lote descartado num porto para construir uma gaita nortumbriana, logrando êxito. Marceneiros da época do Egito antigo a apreciavam na feitura de móveis.
Devido ao uso em excesso, a mpingo está agora comercialmente extinta no Quênia e seriamente ameaçada na Tanzânia e Moçambique. As árvores começam a ser cultivadas, mas ainda sem conseguir suprir a demanda, principalmente porque a árvore leva de 70 a cem anos para amadurecer.